# Mario Frick
Mario Frick (Coira, 7 de setembro de 1974) é um treinador e ex-futebolista liechtensteinense nascido na Suíça, é considerado o melhor jogador da história do principado. Atualmente treina o Luzern.

## Carreira
Iniciou a carreira no Balzers, em 1990. Em 4 anos no clube, foram 97 jogos e 49 gols marcados. Em 1994, voltou ao país natal para defender o St. Gallen, seu primeiro time como jogador profissional. Em 2 temporadas, atuou em 60 partidas e marcou 11 gols.
Frick ainda jogou por Basel e FC Zürich, jogando 121 partidas e marcando 37 gols pelos dois clubes. Destacou-se, também, no futebol italiano, onde atuou por Arezzo, Verona, Ternana e Siena. Em 9 anos na "Bota", o atacante jogou 268 partidas e marcou 80 gols. Voltou ao St. Gallen em 2009, participando de 41 partidas e marcando 5 gols. Teve ainda uma curta passagem pelo Grasshopper, que durou apenas 8 jogos.
No mesmo ano, volta ao Balzers para exercer funções de jogador e técnico da equipe, que disputa a quarta divisão suíça (não há campeonato nacional em Liechtenstein). Chegou a encerrar a carreira em outubro de 2015, mas voltou atrás e seguiu jogando o restante da temporada, até sua aposentadoria definitiva como atleta em julho de 2016, permanecendo apenas como treinador por mais um ano. Entre 2017 e 2018, acumulou os cargos de técnico do time Sub-18 do Vaduz com as seleções de base de Liechtenstein (Sub-18 e Sub-19). Em 2018, com a saída do alemão Roland Vrabec, foi promovido ao comando técnico da equipe principal.

## Seleção de Liechtenstein
Nascido na Suíça, Frick foi criado em Liechtenstein, o que tornou o atacante elegível para representar a Seleção do principado, pela qual estreou em outubro de 1993, numa partida contra a Estônia. Seu primeiro gol, no entanto, foi marcado apenas em 1997, contra a Romênia, que venceria por 8 a 1. Pela Seleção, marcou 16 gols - o último deles, marcado em 2010, na partida frente à Estônia, o mesmo adversário que enfrentara em 1993.
Com a idade avançada, Frick passou a atuar como zagueiro, mantendo a braçadeira de capitão e a camisa 10. A última de suas 125 partidas pela Seleção de Liechtenstein (e também de sua carreira) foi pelas Eliminatórias para a Eurocopa de 2016, contra a Áustria, aos 41 anos de idade - além de ser o maior artilheiro da equipe, é o segundo jogador com mais partidas disputadas.

## Vida pessoal
Seus dois filhos, Yanik e Noah, também seguem carreira no futebol e na mesma posição (atacante): Yanik atua no Rapperswil-Jona, enquanto Noah é treinado por Super-Mario no Vaduz

## Títulos
- Futebolista do ano do Liechtenstein: 1993/94, 1998/99, 2001/02, 2006/07[3]

## Links
- Mario Frick em National-Football-Teams.com
- Perfil - La Gazzetta dello Sport (em italiano)